# Marcillac-la-Croze
Marcillac-la-Croze is een gemeente in het Franse departement Corrèze (regio Nouvelle-Aquitaine) en telt 210 inwoners (2004). De plaats maakt deel uit van het arrondissement Brive-la-Gaillarde.

## Geografie
De oppervlakte van Marcillac-la-Croze bedraagt 6,1 km², de bevolkingsdichtheid is 34,4 inwoners per km².
De onderstaande kaart toont de ligging van Marcillac-la-Croze met de belangrijkste infrastructuur en aangrenzende gemeenten.

## Demografie
Onderstaande figuur toont het verloop van het inwonertal (bron: INSEE-tellingen).